# Задача о зёрнах на шахматной доске
|   | a | b | c | d | e | f | g | h |   |
| - | - | - | - | - | - | - | - | - | - |
| 8 |   |   |   |   |   |   |   |   | 8 |
| 7 | 7 |   |   |   |   |   |   |   |   |
| 6 | 6 |   |   |   |   |   |   |   |   |
| 5 | 5 |   |   |   |   |   |   |   |   |
| 4 | 4 |   |   |   |   |   |   |   |   |
| 3 | 3 |   |   |   |   |   |   |   |   |
| 2 | 2 |   |   |   |   |   |   |   |   |
| 1 | 1 |   |   |   |   |   |   |   |   |
|   | a | b | c | d | e | f | g | h |   |

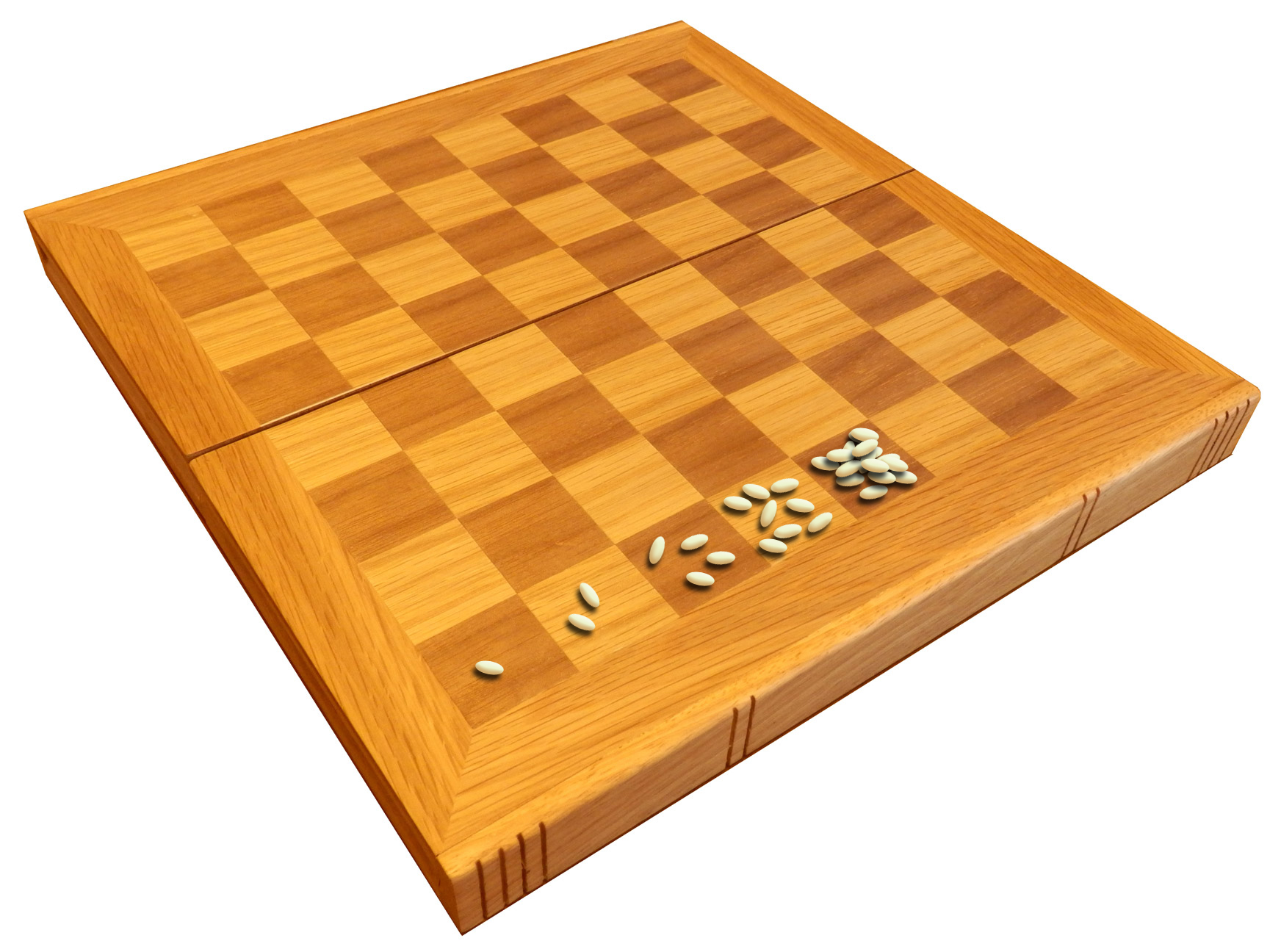

Задача о зёрнах на шахматной доске — математическая задача, в которой вычисляется, сколько будет зёрен на шахматной доске, если класть на каждую следующую клетку доски вдвое больше зёрен, чем на предыдущую, начиная с одного.
Как правило, задача решается для стандартной 64-клеточной доски; при удвоении количества зёрен на каждой последующей клетке сумма зёрен на всех 64 клетках определяется выражением:
{\displaystyle T_{64}=1+2+4+\cdots +2^{63}=\sum _{i=0}^{63}2^{i}=2^{64}-1},
что составляет 18 446 744 073 709 551 615.
Задача и её вариации используются для демонстрации высокой скорости роста экспоненциальных последовательностей.

## Истоки задачи
Хотя детали описания задачи в разных источниках отличаются, суть остаётся неизменной. Согласно одной из легенд, шахматы придумал мудрец по имени Сисса, который показал своё изобретение правителю страны. Тому так понравилась игра, что он дал изобретателю право самому выбрать награду. Мудрец попросил у короля за первую клетку шахматной доски заплатить ему одно зерно пшеницы, за вторую — два, за третью — четыре и так далее, удваивая количество зёрен на каждой следующей клетке. Правитель, не разбиравшийся в математике, быстро согласился, даже несколько обидевшись на столь невысокую оценку изобретения, и приказал казначею подсчитать и выдать изобретателю нужное количество зерна. Однако, когда неделю спустя казначей всё ещё не смог подсчитать, сколько нужно зёрен, правитель спросил, в чём причина такой задержки. Казначей показал ему расчёты и сказал, что расплатиться невозможно, разве только осушить моря и океаны и засеять всё пространство пшеницей.
Количество зерна примерно в 1800 раз превышает мировой урожай пшеницы за год (в 2018/2019 аграрном году урожай составил 2,12 млрд т), то есть превышает весь урожай пшеницы, собранный за всю историю человечества. Количество зёрен составляет примерно 0,0031 % числа Авогадро.
В единицах массы: если принять, что одно зёрнышко пшеницы имеет массу 0,065 г, тогда общая масса пшеницы на шахматной доске составит 1,2 триллиона т:
{\displaystyle {\frac {18446744073709551615\times 0{,}065~{\mathrm {g} }}{(1000000~{\mathrm {g} }/{\mathrm {t} })}}\approx 1{,}2\cdot 10^{12}~{\mathrm {t} }}.

## Варианты
Есть похожая задача, в которой царь предлагает полководцу забирать каждый день монету в два раза большую предыдущей. Яков Перельман в книге «Живая математика» приводит следующий вариант задачи, сюжет которой, по его словам, позаимствован из «старинной латинской рукописи»:
когда храбрый полководец вернулся в Рим из сражений, император спросил, какую плату он хочет за свою службу. Полководец запросил заоблачную сумму. Император, чтобы не прослыть скрягой или человеком, не держащим слово, предложил полководцу пойти на следующий день в казну и взять одну медную монету достоинством в один брасс (весом в 5 г), через день — два брасса, потом четыре и т. д., пока тот сможет сам уносить полученные монеты (каждый день отливаются монеты нужного веса). Полководец, решив, что ему удастся легко разбогатеть, согласился. Однако на 18-й день он уже не смог унести монету и в результате получил только малую часть того вознаграждения, что просил у императора.
По другой версии, двое торговцев заключили соглашение о том, что в течение месяца первый будет давать второму по 10 000 долларов в день. Второй же должен возвращать первому в первый день один цент, во второй — два и так далее. Второй торговец согласился и первые три недели радовался доходам, но в конце месяца был полностью разорён, отдав всё своё состояние первому. Перельман приводит версию, согласно которой первый человек отдает не по 10 000, а по 100 000 в день (в русских денежных единицах), но результат от этого значительно не меняется.
Ещё в одной версии человек покупает коня, но недоволен ценой в 1000 рублей. Продавец ему предлагает платить не за коня, а за подковные гвозди, полушка за первый, две за второй, копейка за третий и так далее. Поскольку в каждой подкове по 6 гвоздей, покупатель вынужден заплатить 20 971 рубль 52 копейки.

## Вторая половина шахматной доски

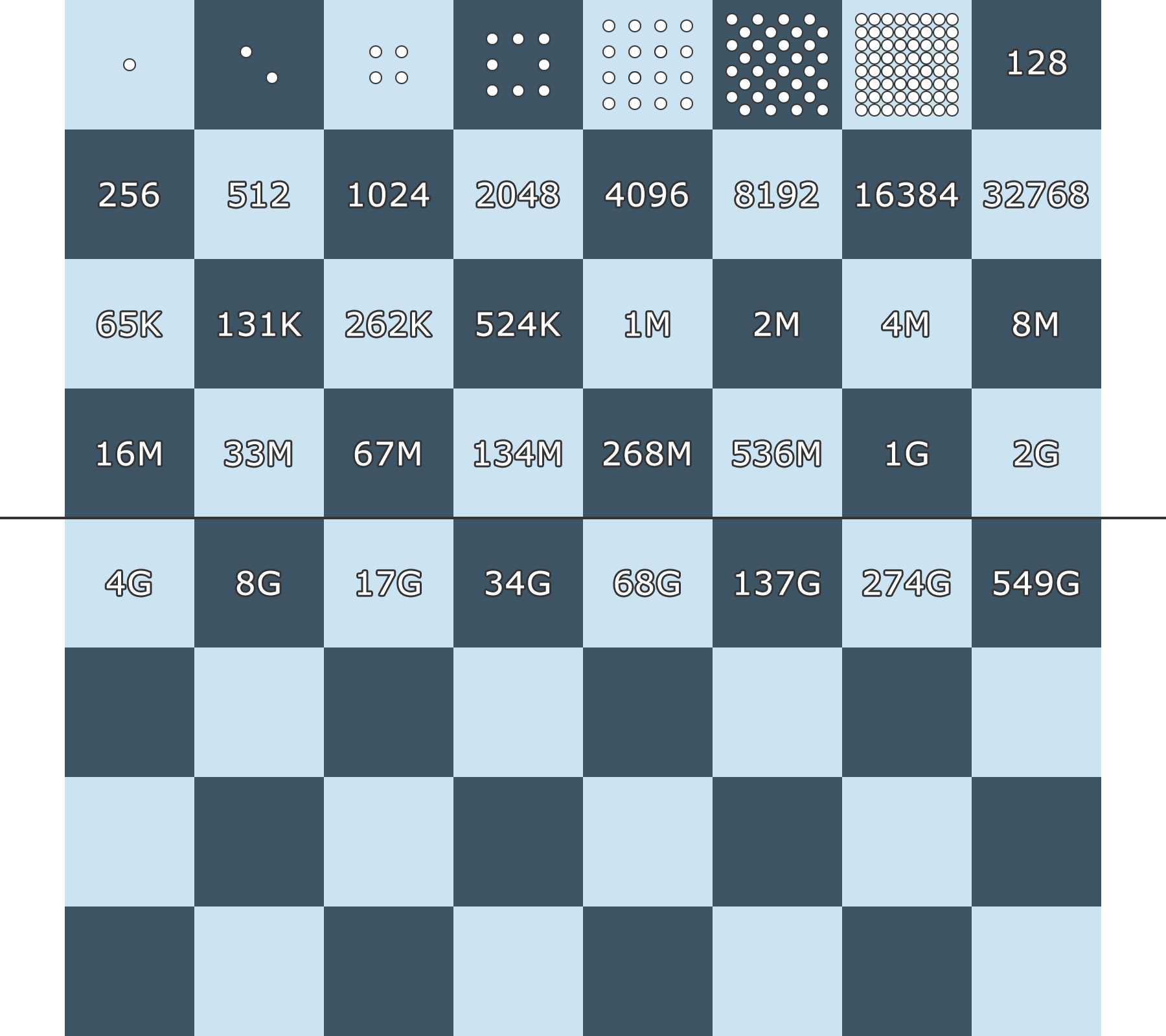
Иллюстрация сути задачи

В технологии стратегий «вторая часть шахматной доски» — фраза, придуманная Рэем Курцвайлем в отношении точки, в которой экспоненциальный рост фактора начинает оказывать существенное экономическое влияние на общую экономическую стратегию предприятия.
В то время как количество зёрен на первой половине доски велико, количество на второй половине многократно его превышает.
Количество зёрен на первой половине доски составляет 1 + 2 + 4 + … + 2 147 483 648, всего 232 − 1 = 4 294 967 295 зёрен, или около 100 т риса (при массе одного зёрнышка 25 мг). Это примерно 1/1 200 000 от всего объёма риса, выращенного в Индии за 2005 год.
Количество зерна на второй половине доски составляет 232 + 233 + 234 … + 263 = 264 − 232 зёрен риса. На одной только 64-й клетке доски будет 263 = 9 223 372 036 854 775 808 зёрен, более чем в 2 млрд раз больше, чем на всей первой половине доски. На всей доске будет 264 − 1 = 18 446 744 073 709 551 615 зёрен, их общая масса составит 461 168 601 842,7 т.